# Кристин, Манлио
Манлио Кристин (итал. Manlio Cristin; 18 января 1936, Темпьо-Паузания, Сардиния — 1997) — итальянский легкоатлет, специалист по метанию молота. Выступал за сборную Италии по лёгкой атлетике в 1959—1964 годах, трёхкратный чемпион итальянского национального первенства, бывший рекордсмен страны, участник Универсиады в Турине и Средиземноморских игр в Неаполе.

## Биография
Манлио Кристин родился 18 января 1936 года в городе Темпьо-Паузания провинции Сассари на Сардинии.
Занимался лёгкой атлетикой в клубах Cus Pisa (1959—1960), C.S. Esercito (1961—1963), Libertas La Spezia (1964—1965).
Впервые заявил о себе среди взрослых спортсменов в сезоне 1959 года, став чемпионом Италии в метании молота. Будучи студентом, представлял Италию на Универсиаде в Турине, где с результатом 55,91 стал в финале седьмым.
В 1961 году выиграл итальянский национальный чемпионат в Турине (59,15), тогда как на соревнованиях в Палермо установил национальный рекорд Италии — 61,96 метра, который впоследствии продержался почти шесть лет.
В 1963 году выступил на Средиземноморских играх в Неаполе — здесь метнул молот на 56,70 метра, расположившись в итоговом протоколе соревнований на четвёртой строке.
На чемпионате Италии 1964 года в Милане с результатом 57,99 вновь превзошёл всех соперников и завоевал золото, став таким образом трёхкратным чемпионом страны в метании молота.
Умер в 1997 году.